# Wuyishan
Wuyishan (chinesisch 武夷山市, Pinyin Wǔyíshān Shì) ist eine kreisfreie Stadt im Verwaltungsgebiet der bezirksfreien Stadt Nanping in der chinesischen Provinz Fujian. Die Stadt hat den gleichen Namen wie das Wuyi-Gebirge. Wuyishan hat eine Fläche von 2.804 km² und etwa 259.668 Einwohner (Stand: 2020).

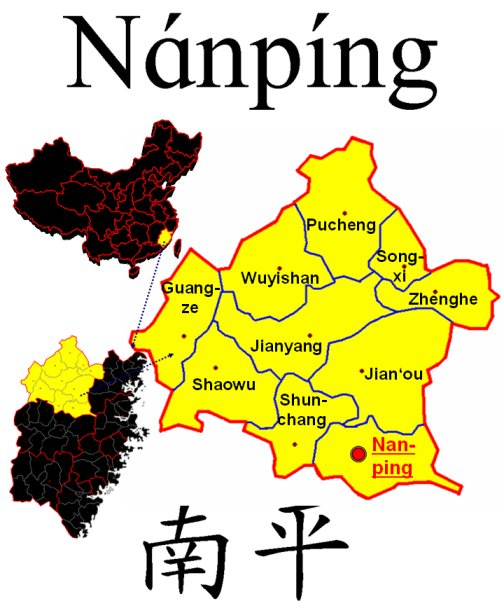
Kreisebene der bezirksfreien Stadt Nanping

Administrativ setzt sich Wuyishan aus drei Straßenvierteln, drei Großgemeinden und vier Gemeinden zusammen. Diese sind:
- Straßenviertel Chong’an (崇安街道), Sitz der Stadtregierung;
- Straßenviertel Xinfeng (新丰街道);
- Straßenviertel Wuyi (武夷街道);
- Großgemeinde Xingcun (星村镇);
- Großgemeinde Xingtian (兴田镇);
- Großgemeinde Wufu (五夫镇);
- Gemeinde Shangmei (上梅乡);
- Gemeinde Wutun (吴屯乡);
- Gemeinde Langu (岚谷乡);
- Gemeinde Yangzhuang (洋庄乡).

Aus Wuyishan stammt eine der teuersten Teesorten der Welt, der Da-Hong-Pao-Tee.